# Ruzal Galejew
Ruzal Elmirowicz Galejew, ros. Рузаль Эльмирович Галеев (ur. 8 lutego 1995 w Kazaniu) – rosyjski hokeista pochodzenia tatarskiego.

## Kariera
- Bars Kazań (2011-2017)
- Irbis Kazań (2011-2013, 2014-2017)
- Nieftianik Almietjewsk (2017)
- Bars Kazań (2017-2018)
- HK Tambow (2018)
- HK Ałmaty (2018-2019)
- Tsen Tou Jilin (2019-2020)
- Mietałłurg Żłobin (2020)
- Dnipro Chersoń (2021-2022)
- HK Ałmaty (2021-2022)
- Jertys Pawłodar (2022-2023)

Wychowanek klubu Ak Bars Kazań w rodzinnym mieście. Uczestniczył w turniejach mistrzostw świata juniorów do lat 17 edycji 2012 oraz mistrzostw świata juniorów do lat 18 edycji 2013 (7 meczów, 5 punktów (2 gole i 3 asysty). 
Przez wiele lat reprezentował Bars Kazań: w latach 2011-2014 w juniorskiej lidze MHL, a w latach 2014–2018 w rozgrywkach WHL. Od stycznia 2017 był zawodnikiem Nieftianika Almietjewsk. W maju 2017 został zawodnikiem macierzystego Ak Barsa, jednak nie zadebiutował w jego barwach w lidze KHL. Wobec tego w sezonie 2017/2018 ponownie grał w Barsie Kazań.
W sierpniu 2018 związał się z HK Tambow. Zagrał tam 15 meczów, po czym jesienią 2018 przeniósł się do HK Ałmaty w Kazachstanie, gdzie rozegrał 19 meczów (zdobył 2 gole i zaliczył 6 asyst. Potem wrócił do WHL w sezonie 2019/20, gdzie grał w chińskim zespole Tsen Tou Jilin (52 mecze, 21 punktów (11 + 10), 34 minuty kary, wskaźnik użyteczności „–21”). W WHL rozegrał 184 mecze (30 bramek i 24 asysty, wskaźnik użyteczności „–38”).
We wrześniu 2020 przeszedł do białoruskiego Mietałłurga Żłobin i grał w ekstralidze białoruskiej (15 meczów, 0 + 5, wskaźnik użyteczności „–1”). W grudniu za zgodą stron opuścił klub, który wcześniej wystawił go na draft. W połowie stycznia 2021 podpisał kontrakt z ukraińskim Dniprem Chersoń.

## Sukcesy
Reprezentacyjne
- Złoty medal mistrzostw Europy juniorów do lat 17: 2012

Klubowe
- Brązowy medal mistrzostw MHL: 2014 z Barsem Kazań

Indywidualne
- MHL-B (2011/2012): najlepszy obrońca miesiąca: październik 2011